# Vysoká (Banská Bystrica)
|  | No s'ha de confondre amb Vysoká (Prešov). |

Vysoká és un poble i municipi d'Eslovàquia que es troba a la regió de Banská Bystrica.

## Història
La primera menció escrita de la vila es remunta al 1388.

## Demografia
| Godina             | 1994 | 2004   | 2014   | 2024    |
| ------------------ | ---- | ------ | ------ | ------- |
| Nombre de persones | 141  | 143    | 141    | 126     |
| Diferència         |      | +1,41% | −1,39% | −10,63% |

| Godina             | 2023 | 2024  |
| ------------------ | ---- | ----- |
| Nombre de persones | 125  | 126   |
| Diferència         |      | +0,8% |